# Эссе
Эссе́ (из фр. essai «попытка, проба, очерк», от лат. exagium «взвешивание») — литературный жанр, прозаическое сочинение свободной композиции, подразумевающее впечатления и соображения автора по конкретному поводу или предмету. Научное определение жанра дано в энциклопедическом словаре-справочнике «Культура русской речи»: «Жанр глубоко персонифицированной журналистики, сочетающий подчёркнуто индивидуальную позицию автора с её изложением, ориентированным на массовую аудиторию. Основой жанра является философское, публицистическое начало и свободная манера повествования. Эссе относится к жанрам с нестрого заданными характеристиками».
В отношении объёма и функции эссе граничит, с одной стороны, с публицистической статьёй и литературным очерком (с которым эссе нередко путают), с другой — с философским трактатом. Эссеистическому стилю свойственны образность, подвижность ассоциаций, афористичность, нередко антитезность мышления, установка на интимную откровенность и разговорную интонацию. Некоторыми теоретиками рассматривается как четвёртый, наряду с эпосом, лирикой и драмой, род художественной литературы.

## История термина
В качестве особой жанровой формы ввёл, опираясь на опыт предшественников, Мишель Монтень в своих «Опытах» . Свои сочинения, изданным в виде редакций книги "Опыты, или наставления нравственные и политические" в 1597, 1612 и 1625, Фрэнсис Бэкон впервые в английской литературе называл "эссе". Английский поэт и драматург Бен Джонсон впервые использовал слово эссеист в 1609.

## Суть и характерные особенности
В своем эссе «О книгах» Монтень соединяет теорию и практику предложенного им жанра, указывая, что «нет другого связующего звена при изложении мыслей, кроме случайности» — таким образом, текст передаёт естественный процесс думания. А спонтанность процесса осмысления своего «я» создает атмосферу сиюминутной естественности, располагает к доверительности, стимулирует ответные реакции. Монтень дает определение новой науки — науки самопознания, где главная категория — свободное мнение обо всём. «Как элементы текста автор использовал философские и физиологические наблюдения, заметку из дневника, художественный образ, практический совет, комментарии к высказываниям других авторов, нравоучение, афористическое обобщение», — считает исследователь жанра эссе, доктор филологических наук Л. Г. Кайда.
«Эссе держится как целое именно энергией взаимных переходов, мгновенных переключений из образного ряда в понятийный, из отвлечённого — в бытовой», — уверен литературовед, культуролог и философ М. Н. Эпштейн. Если какой-то из способов миропостижения (образный или понятийный, сюжетный или аналитический) возьмёт верх, эссе разрушится как жанр, превратится в одну из своих составляющих — беллетристическое повествование или философское рассуждение, интимный дневник или исторический очерк.

## Развитие жанра
В XVIII—XIX веках эссе — один из ведущих жанров английской и французской журналистики, возросший в салонном коммуникативном пространстве, где, в противоположность пространству академическому, шёл непринуждённый обмен мнениями, а поиск истины в значительной мере подменялся обменом мнениями «по поводу истины и её поисков». Выдвижение в центр внимания личности и нашло отражение в эссе, где «автор через всё говорит о себе, взятом в приватном, частном модусе».

### Западноевропейская традиция
Развитию эссеистики содействовали в Англии Дж. Аддисон, Ричард Стил, Генри Филдинг, во Франции — Дидро и Вольтер, в Германии — Лессинг и Гердер. Эссе было основной формой философско-эстетической полемики у романтиков и романтических философов (Г. Гейне, Р. У. Эмерсон, Г. Д. Торо).
Жанр эссе глубоко укоренился в английской литературе: Т. Карлейль, В. Хэзлитт, М. Арнолд (XIX век); М. Бирбом, Г. К. Честертон (XX век). В XX веке эссеистика переживает расцвет: к жанру эссе обращались крупнейшие философы, прозаики, поэты (Р. Роллан, Б. Шоу, Г. Уэллс, Дж. Оруэлл, Т. Манн, А. Моруа, Ж.-П. Сартр, Н. Хикмет, О. Хаксли).

### Эссе в русской литературе
Практически параллельно развитию эссе в европейской литературе этот жанр обосновался и в русской литературе.
Однако Л. Г. Кайда уверена, что корни эссе в России восходят к «Слову» — оригинальному жанру древнерусской литературы. Внешняя близость — «в манере древних русских авторов размышлять над проблемами философии, религии, бытия. Близость внутренняя — в композиционно-речевой модели спонтанного развития мысли».
Образцы эссеистического стиля обнаруживаются у А. Н. Радищева («Путешествие из Петербурга в Москву»), В. Г. Белинского («Письмо к Гоголю»), А. И. Герцена («С того берега»), Ф. М. Достоевского («Дневник писателя»). В начале XX века к жанру эссе обращались В. И. Иванов, Д. С. Мережковский, Андрей Белый, Максим Горький, Иван Бунин, Осип Мандельштам, Лев Шестов, В. В. Розанов, Владимир Набоков («Эссе о драматургии»), позднее — Илья Эренбург, Юрий Олеша, Виктор Шкловский, Константин Паустовский, Иосиф Бродский, Лидия Гинзбург, Пётр Вайль, Александр Генис. В этом жанре работали учёные М. М. Бахтин, Ю. М. Лотман.

### Жанр-лидер XXI века
Расширение эссеистического принципа мышления на другие жанры и типы творчества получило название «эссеизма». Синтетическая природа жанра эссе и порождённые им общие структуры восприятия, анализа и описания реальности в рамках интеллектуальной культуры дают необходимые параллели для междисциплинарного перехода.
Появилось множество подражаний эссе и откровенной графомании, самолюбования, «якания», что потребовало более чёткого описания жанра. А. Л. Дмитровский считает, что в эссе присутствует три вида взаимоотношений: линейный (разворачивание мысли на глазах читателя, «публичная медитация»), циклический (построение по принципу каталога) и фрагментарный (короткие мысли, духовные озарения, ощущения, тонкие наблюдения, «но без углублённой литературной обработки»).
«Эссе — жанр спонтанный, неожиданный, а значит, и оригинальный. Для умеющих думать и обладающих эрудицией… Не часто встретишь человека, умеющего мыслить спонтанно и оригинально. Надежный способ понять, что такое эссе — читать, „вычитывая“ из текста личность пишущего. А творчеству научить нельзя», — утверждает Л. Г. Кайда.

## Эссе в литературе других стран

### Эссе в литовской литературе
В литовской критике термин эссе (лит. esė) впервые использовал Балис Сруога в 1923. Характерными чертами эссе отмечены книги «Улыбки Бога» (лит. «Dievo šypsenos», 1929) Юзапаса Альбинаса Гербачяускаса и «Боги и смуткялисы» (лит. «Dievai ir smūtkeliai», 1935) Йонаса Коссу-Александравичюса. К примерам эссе относят «поэтические антикомментарии» «Лирические этюды» (лит. «Lyriniai etiudai», 1964) и «Антакальнисское барокко» (лит. «Antakalnio barokas», 1971) Эдуардаса Межелайтиса, «Дневник без дат» (лит. «Dienoraštis be datų», 1981) Юстинаса Марцинкявичюса, «Поэзия и слово» (лит. «Poezija ir žodis», 1977) и Папирусы из могил умерших (лит. «Papirusai iš mirusiųjų kapų», 1991) Марцелиюса Мартинайтиса. Антиконформистская моральная позиция, концептуальность, точность и полемичность отличает эссе Томаса Венцловы.